# Hagetaubin
Hagetaubin ist eine französische Gemeinde mit 570 Einwohnern (Stand 1. Januar 2022) im Département Pyrénées-Atlantiques in der Region Nouvelle-Aquitaine (vor 2016: Aquitanien). Die Gemeinde gehört zum Arrondissement Pau und zum Kanton Artix et Pays de Soubestre (bis 2015: Kanton Arthez-de-Béarn).
Der Name in der gascognischen Sprache lautet Hayetaoubïn. Die Bewohner werden Hagetaubinois oder Hagetaubinoises genannt.

## Geographie
Hagetaubin liegt ca. 40 km nordwestlich von Pau in der historischen Provinz Béarn am nördlichen Rand des Départements.
Umgeben wird der Ort von den Nachbargemeinden:
| Lacadée  | Labeyrie Saint-Médard                       | Casteide-Candau |
|          | Kompassrose, die auf Nachbargemeinden zeigt | Morlanne        |
| Mesplède | Arthez-de-Béarn                             | Pomps           |

Hagetaubin liegt im Einzugsgebiet des Flusses Adour.
Ein Nebenfluss des Luy,
- der Luy de Béarn, und sein Zufluss,
  - der Aubin und dessen Nebenflüsse,
    - der Langos und
    - der Ruisseau de Chaurou,

fließen durch das Gebiet der Gemeinde.

## Geschichte
Spuren einer Besiedelung in der Bronzezeit fanden sich in Form von Bestattungsurnen und Schmuck, der in zwei ansehnlichen Hügelgräbern entdeckt wurde. Diese wurden als Grabstätten bis in die frühe Eisenzeit genutzt. Aus der gallorömischen Zeit stammen Funde von römischen Keramikgefäßen und einer Drehmühle aus Sandstein auf dem Gemeindegebiet. Bei einer Volkszählung im Jahr 1385 wurden in Hagetaubin 49 Haushalte gezählt und vermerkt, dass das Dorf zur Bailliage von Pau gehört. Zwischen 1795 und 1800 wurde die bisherige Gemeinde Masconette in die Gemeinde Hagetaubin eingegliedert.
Toponyme und Erwähnungen von Hagetaubin waren:
- Fayet-Aubii (13. Jahrhundert, fors de Béarn (Manuskript aus dem 14. Jahrhundert)),
- Fagetum-Albinum (1356, Urkunden der Vicomté von Béarn),
- Sent Sabastia de Faget (1537, Notare von Garos),
- Haget Aubin (1750, Karte von Cassini),
- Haget Culbin (1793, Notice Communale) und
- Haget-Aubin (1863, Dictionnaire topographique du département des Basses-Pyrénées).[5][7][6]

Toponyme und Erwähnungen von Masconette waren:
- Mascoete (1376, Manuskript von 1376),
- Mascoeto (1504, Notare von Garos),
- Masquoeto (gegen 1538, Manuskriptsammlung des 16. bis 18. Jahrhunderts),
- Mascoette (1750, Karte von Cassini),
- Masconette (1793, Notice Communale) und
- Mascouette (1863, Dictionnaire topographique du département des Basses-Pyrénées).[5][7][8]

### Einwohnerentwicklung
Nach einem Höchststand der Einwohnerzahl von über 1000 Einwohnern in der ersten Hälfte des 19. Jahrhunderts ist die Zahl bei kurzen Wachstumsphasen bis zu den 1980er Jahren um insgesamt rund 60 % gesunken. Seitdem ist die Zahl der Bewohner wieder angestiegen.
| Jahr      | 1962 | 1968 | 1975 | 1982 | 1990 | 1999 | 2006 | 2009 | 2022 |
| --------- | ---- | ---- | ---- | ---- | ---- | ---- | ---- | ---- | ---- |
| Einwohner | 507  | 482  | 457  | 412  | 440  | 441  | 507  | 534  | 570  |

## Sehenswürdigkeiten

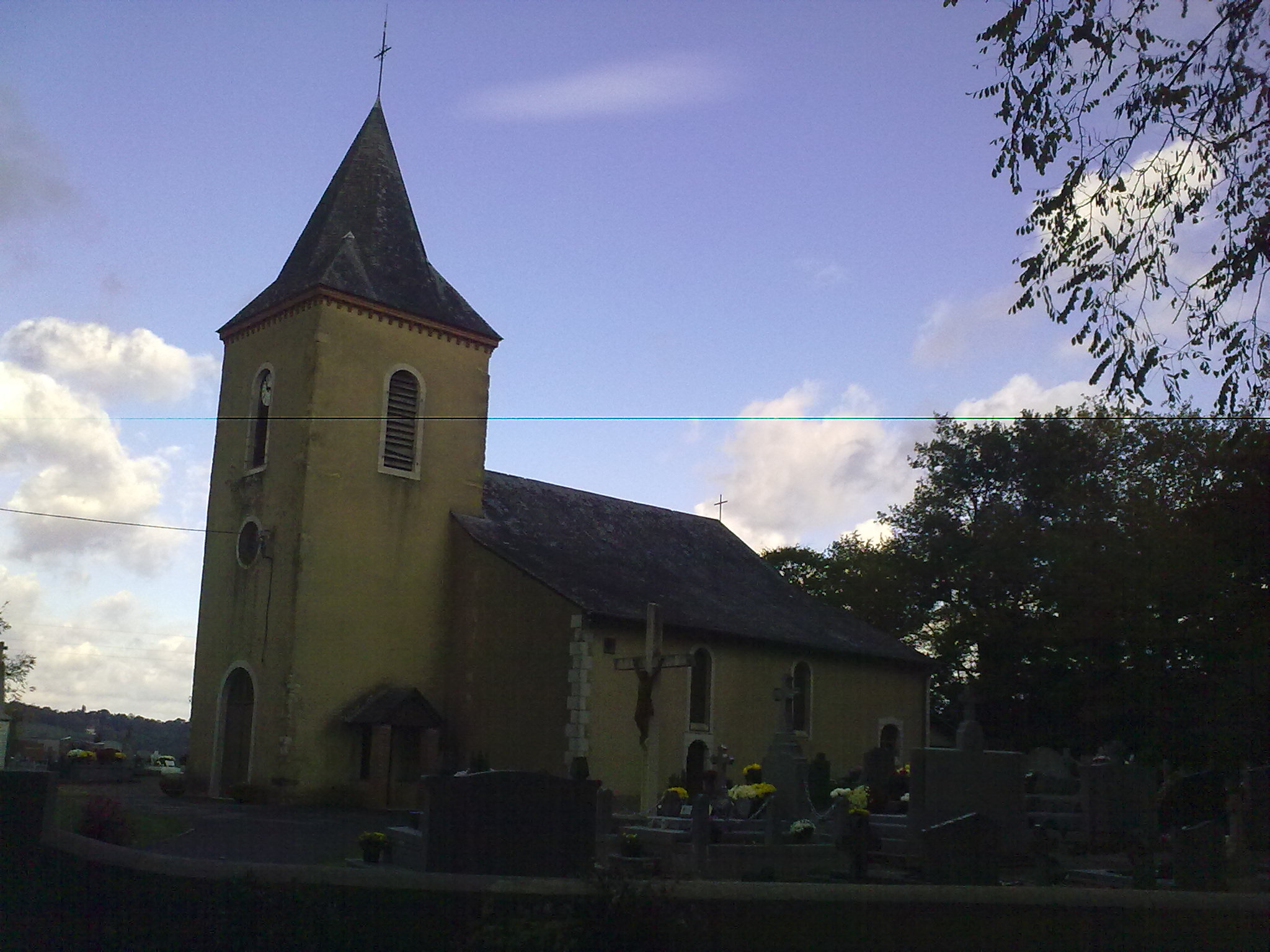
Pfarrkirche Saint-Sébastien von Hagetaubin

- Pfarrkirche in Hagetaubin, gewidmet dem heiligen Sebastian. Der Glockenturm, das Langhaus und die Apsis sind die aus dem Mittelalter stammenden und somit ältesten Bereiche der Kirche. Das nördliche Seitenschiff ist vermutlich später hinzugekommen. In drei Wellen, von 1855 bis 1857, von 1865 bis 1867 und von 1875 bis 1895 fanden nach Plänen des Architekten Henri d’Arnaudat umfangreiche Restaurierungen statt, u. a. mit Erhöhungen des Bodens und der Wände des Langhauses und Erhöhung der Wände der Kapelle, Wände für weitere Fenster und Ochsenaugen wurden geöffnet, die Gewölbe wurden wiederhergestellt, Malerarbeiten durchgeführt. Im Februar 1897 wurde der Bau des südlichen Kirchenschiffs und einer zweiten Sakristei abgeschlossen.[11][12]

- Kirche im Ortsteil Mascouette, gewidmet dem Apostel Simon Petrus. Die Kirche im romanischen Stil ist von einem Friedhof umgeben und besitzt einen Glockenturm mit einem schiefergedeckten Dachreiter. Sie ist im 17. und im 18. Jahrhundert errichtet worden. Von 1856 bis 1858 wurden auch hier nach Plänen des Architekten Henri d’Arnaudat umfangreiche Restaurierungen durchgeführt. Das Langhaus wurde um 6,50 m, das Seitenschiff um 0,80 m verlängert, der Altarraum und die Wand des Seitenschiffs neu gebaut, Wände für neue Fenster geöffnet. Der Helm des Glockenturms wurde 1870 ausgebessert, 1874 wurden zwei Glasfenster des Glasmalers Bergès aus Toulouse, 1919 weitere Glasfenster des Glasmalers Arcencam aus Pau eingearbeitet.[13][14]

- Kapelle von Aurit. Sie wurde im 12. Jahrhundert im Ortsteil Aurit von Hagetaubin an einem Jakobsweg nach Santiago de Compostela als willkommener Halt für die Pilger errichtet.[15]

- Haus Claverie. Es ist 1644 von einem Grundherrn von Hagetaubin errichtet und später als protestantische Schule eingerichtet worden. Die Treppe aus Eiche im Innern des Hauses ist gut erhalten. Die sichtbaren Deckenbalken sind im Renaissance-Stil ausgearbeitet.[16]

- Haus Husté. Es ist 1702 in einer für die Region untypischen Bauart errichtet worden und besitzt insbesondere eine große Innentreppe mit einem breiten Treppenlauf.[17]

- Haus Simounat, 1602 erbaut. Es ist teilweise mit roten Steinen erbaut worden, die durch die Vermischung von schwarzem Kies und roter Erde erzeugt wurden. Es ist das einzige Haus der Gemeinde mit dieser Bauweise, die allerdings auch in bestimmten Nachbargemeinden anzutreffen ist.[18]

## Städtepartnerschaften
Hagetaubin unterhält eine Städtepartnerschaft mit:
- Feldkirchen in Bayern, seit 1986[19]

## Wirtschaft und Infrastruktur
Die Landwirtschaft bildet traditionell eines der wichtigsten Wirtschaftsfaktoren der Gemeinde. Der "grüne" Tourismus hat aber auch eine wachsende Bedeutung.

### Bildung
Hagetaubin verfügt über eine öffentliche Vor- und Grundschule.

### Sport und Freizeit

#### La Pêcherie d’Aurit et l’arche d’Olivier
Es handelt sich um eine Einrichtung, in der die Arbeiten in einem Bauernhof auf pädagogische Weise erklärt werden. Der Hof baut Getreide an und hält allerlei Arten von Tieren: Ziegen, Esel, Schafe, Kaninchen, Meerschweinchen, Wirtschaftsgeflügel, Ziergeflügel, Lamas, Zebus.  Fischen von Forellen und anderen Weißfischen ist ohne Angelschein möglich, ebenso wie Ausritte auf Esel und Ponys.

### Verkehr
Die Gemeinde wird durchquert von den Routes départementales 31 und 945 (ehemalige Route nationale 645).